# Валлонія (міфологія)
Валлонія (лат. Vallonia) — богиня давньоримської релігії, яка відповідала за долини (від латинського vallis — "долина"). Вона була однією з багатьох божеств, які опікувалися конкретними функціями, місцями або етапами життя. Ця система відображала надзвичайну деталізацію та точність у римській релігійній практиці.

## Функція та значення
Валлонія здійснювала опіку над долинами, забезпечуючи їхню родючість та безпеку. У римському пантеоні існувало багато божеств, які асоціювалися з конкретними елементами ландшафту, такими як гори (наприклад, Югатінус для гірських хребтів), поля (Русіна для ферм) та пагорби (Коллатіна для схилів). Це свідчить про глибокий зв'язок римлян з природою та їхнє вірування в те, що кожен її аспект перебуває під божественним наглядом. Подібні божества відповідали за специфічні потреби, що виникали в процесі землеробства та використання природних ресурсів.